# چیمنی راک (کارولینای شمالی)
چیمنی راک (به انگلیسی: Chimney Rock) شهری در ایالت کارولینای شمالی کشور ایالات متحده آمریکا است که جمعیت آن در سرشماری سال ۲۰۱۰ میلادی، ۱۱۳ نفر بوده‌است.